# واحد بوم‌شناختی
واحدهای بوم‌شناختی (به انگلیسی: Ecological unit)، مفاهیمی مانند جمعیت، جامعه و بوم‌سازگان را به عنوان واحدهای اساسی تشکیل می‌دهند، که اساس نظری و پژوهشی بوم‌شناختی و همچنین نقطه تمرکز بسیاری از راهبردهای حفاظتی هستند. مفهوم واحدهای بوم‌شناختی همچنان از ناهماهنگی‌ها و سردرگمی‌ها بر سر اصطلاح‌های آن رنج می‌برد. تجزیه‌وتحلیل مفاهیم موجود مورد استفاده در توصیف واحدهای بوم‌شناختی مشخص کرده‌است که آنها از نظر چهار معیار اصلی متفاوت هستند:
1. پرسش‌ها مربوط به اینکه آیا آنها از نظر آماری تعریف می‌شوند یا از طریق شبکه‌ای از برهم‌کنش‌ها،
2. آیا مرزهای آنها بر اساس معیارهای توپوگرافی یا مرتبط با فرایند ترسیم شود،
3. روابط داخلی مورد نیاز چقدر بالاست،
4. و آیا توسط یک ناظر به عنوان هویت‌ها یا انتزاع‌های «واقعی» درک می‌شوند.[۲]

جمعیت به عنوان کوچک‌ترین واحد بوم‌شناختی در نظر گرفته می‌شود که شامل گروهی از افراد وابسته به یک گونه است. یک جامعه طبقه‌بندی بعدی است که به تمام جمعیت حاضر در یک منطقه در یک زمان خاص اشاره دارد و به دنبال آن یک بوم‌سازگان به جامعه و برهم‌کنش‌های آن با محیط فیزیکی آن اشاره دارد. یک بوم‌سازگان، رایج‌ترین واحد بوم‌شناختی است که می‌تواند به‌طور جهانی با دو ویژگی مشترک تعریف شود:
1. این واحد اغلب بر حسب یک مرز طبیعی (مرز دریایی، حوزه آبخیز و غیره) تعریف می‌شود)
2. اجزای غیرزیستی و جانداران درون واحد به‌هم‌پیوسته در نظر گرفته می‌شوند.